# Apple Tree Creek
Apple Tree Creek – miasto w Australii, w stanie Queensland.